# Thuốc bổ trợ giảm đau
Thuốc bổ trợ giảm đau là một loại thuốc thường được sử dụng cho các chỉ định khác ngoài kiểm soát đau nhưng cung cấp kiểm soát đau trong một số bệnh đau. Thuốc chống nôn và thuốc để giảm táo bón là hai ví dụ về chỉ định thuốc không bổ trợ vì chúng được sử dụng để điều trị các tác dụng phụ và tác dụng phụ. Các ví dụ bao gồm: 
- amitriptyline[2]
- antihistamines (e.g. hydroxyzine, promethazine)
- carisoprodol
- cyclobenzaprine
- dextromethorphan[3]
- duloxetine
- gabapentin
- hyoscine (scopolamine)
- pregabalin
- stimulants (e.g. caffeine, cocaine, dextroamphetamine, ephedrine)

 Cơ chế chính xác của carbamazepine, gabapentin và pregabalin đều không rõ ràng, nhưng những thuốc chống co giật này được sử dụng để điều trị đau thần kinh với mức độ thành công khác nhau.